# Lene Duus
Lene Katrine Duus (født 23. december 1976) er en dansk langdistanceløber, hvis speciale er maratondistancen. Hun vandt således i 2007 DM Maraton.
Hun stiller op for AGF-Atletik. Hun blev hentet til klubben fra Viborg AM med henblik på, at styrke AGF's kvindehold til Dansk Atletik Forbund's vinterturnering.
I 2005 vandt Duus for første gang Søndersøløbet og slog samtidig løbsrekord. Hun vandt også løbet i 2006 og 2007.
Hun har ved flere lejligheder repræsenteret det danske landshold ved både de nordiske mesterskaber og europamesterskaberne i hhv. 10.000 meter og cross.